# Gianfranco Caniggia

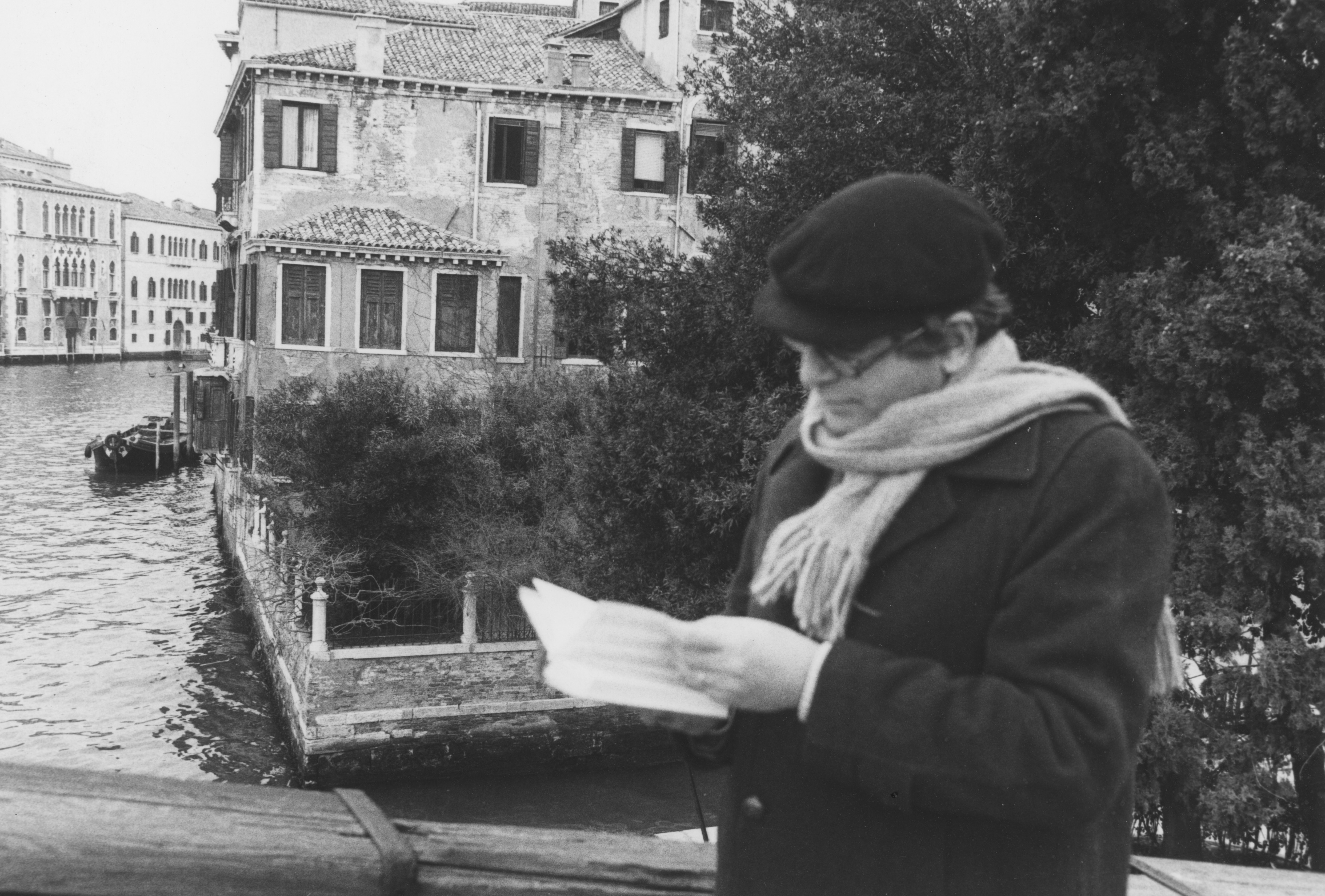
À Venise en 1986, l'architecte Gianfranco Caniggia consigne dans son carnet de croquis les observations du tissu urbain qu'il mettra à profit dans sa contribution au concours IACP pour la reconstruction du quartier de Campo di Marte, sur l'île de la Giudecca. Cette lecture de la ville paraîtra la même année dans un livre co-écrit avec Paolo Maretto.

Gianfranco Caniggia, né en 1933 et mort en 1987, est un architecte italien connu essentiellement pour ses apports sur la morphologie urbaine. Il s'intéresse au processus de mutations de la ville et donc à la morphogénèse urbaine, notamment à l'échelle de la parcelle.